# IEEE愛迪生獎章
IEEE愛迪生獎章（英語：IEEE Edison Medal）是由電機電子工程師學會頒發，表彰“授予在電氣，電子工程或電氣技術領域具有卓越成就的人”，是美國電子工程領域歷史最悠久，同時也是競爭最激烈的獎項。該獎項分為金章、青銅章、以及小金章、證書和獎金。IEEE愛迪生獎章只授予個人。
IEEE愛迪生獎章得名於發明家湯瑪斯·愛迪生，與1904年2月11日由愛迪生的家族及同事創立。四年後被引入當時的美國電氣工程師協會（AIEE，IEEE的前身之一），作為其頒發的最高榮譽。第一位獲獎者是伊萊休·湯姆森（1909年）。之後的獲獎者包括喬治·威斯汀豪斯、亞歷山大·格拉漢姆·貝爾、尼古拉·特斯拉、米海洛·卜平、羅伯特·密立根（獲1923年諾貝爾物理學獎）和萬尼瓦爾·布什等。IEEE在其網站公佈有完整的獲獎者名單。
1963年，無線電工程師學會（IRE）和美國電氣工程師協會（AIEE）合併為電機電子工程師學會（IEEE）之後，IEEE榮譽獎章成為了最高榮譽，IEEE愛迪生獎章則是
IEEE的主要獎項。
截至2014年，只有2名IEEE愛迪生獎章得主也獲得了諾貝爾物理學獎，他們是：羅伯特·密立根（1923年）、赤崎勇（2014年）。

## 獲獎者
- 1909: 伊萊休·湯姆森（英语：Elihu Thomson）
- 1910: 法蘭克·J·史伯格
- 1911: 喬治·威斯汀豪斯
- 1912: 威廉·史坦雷
- 1913: 查理·布拉什（英语：Charles F. Brush）
- 1914: 亞歷山大·格拉漢姆·貝爾
- 1915: 未授獎
- 1916: 尼古拉·特斯拉
- 1917: 约翰·卡蒂
- 1918: 本傑明·拉米（英语：Benjamin G. Lamme）
- 1919: 威廉·勒羅伊·埃米特（英语：William Le Roy Emmet）
- 1920: 米海洛·卜平
- 1921: 卡明斯·切斯尼（英语：Cummings C. Chesney）
- 1922: 羅伯特·密立根
- 1923: 約翰·利布（英语：John W. Lieb）
- 1924: 約翰·豪威爾
- 1925: 哈里斯·賴安（英语：Harris J. Ryan）
- 1926: 未授獎
- 1927: 威廉·柯立芝（英语：William D. Coolidge）
- 1928: 弗兰克·鲍德温·朱伊特
- 1929: 查爾斯·斯科特
- 1930: 弗蘭克·康拉德（英语：Frank Conrad）
- 1931: 埃德溫·賴斯（英语：Edwin W. Rice）
- 1932: 班克羅夫特·格拉爾迪（英语：Bancroft Gherardi, Jr.）
- 1933: 亞瑟·肯內利（英语：Arthur E. Kennelly）
- 1934: 威利斯·惠特尼（英语：Willis R. Whitney）
- 1935: 劉易斯·史迪威（英语：Lewis B. Stillwell）
- 1936: 亞歷克斯·道（英语：Alex Dow）
- 1937: 加諾·鄧恩（英语：Gano Dunn）
- 1938: 杜格爾德·傑克遜（英语：Dugald C. Jackson）
- 1939: 菲利普·托爾基奧（英语：Philip Torchio）
- 1940: 喬治·阿什利·坎貝爾（英语：George Ashley Campbell）
- 1941: 約翰·懷特黑德（英语：John B. Whitehead）
- 1942: 愛德溫·霍華·阿姆斯壯
- 1943: 萬尼瓦爾·布什
- 1944: 恩斯特·亞歷山德森
- 1945: 菲利普·斯波恩（英语：Philip Sporn）
- 1946: 李·德富雷斯特
- 1947: 約瑟夫·斯萊皮恩（英语：Joseph Slepian）
- 1948: 莫里斯·利茲（英语：Morris E. Leeds）
- 1949: 卡爾·麥凱克倫（英语：Karl B. McEachron）
- 1950: 奧托·布萊克威爾（英语：Otto B. Blackwell）
- 1951: 查爾斯·瓦格納（英语：Charles F. Wagner）
- 1952: 弗拉基米爾·佐利金
- 1953: 約翰·彼得斯（英语：John F. Peters）
- 1954: 奧利弗·巴克利（英语：Oliver E. Buckley）
- 1955: 利奥尼德·烏曼斯基（英语：Leonid A. Umansky）
- 1956: 康福特·亞當斯（英语：Comfort A. Adams）
- 1957: 約翰·霍德尼特（英语：John K. Hodnette）
- 1958: 查尔斯·F·凯特林
- 1959: 詹姆斯·費爾曼（英语：James F. Fairman）
- 1960: 哈羅德·奧斯本
- 1961: 威廉·考恩霍（英语：William B. Kouwenhoven）
- 1962: 亞歷山大·蒙特斯（英语：Alexander C. Monteith）
- 1963: 約翰·羅賓森·皮爾斯
- 1964: 未授獎
- 1965: 沃克·李·西斯勒（英语：Walker Lee Cisler）
- 1966: 威爾默·巴羅（英语：Wilmer L. Barrow）
- 1967: 喬治·哈羅德·布朗（英语：George Harold Brown）
- 1968: 查爾斯·阿維拉（英语：Charles F. Avila）
- 1969: 亨德里克·波特韋德
- 1970: 霍華德·艾肯
- 1971: 約翰·辛普森
- 1972: 威廉·海達德·皮克林
- 1973: 伯納德·特勒根（英语：Bernard D. H. Tellegen）
- 1974: 約翰·賴赫曼（英语：Jan A. Rajchman）
- 1975: 西德尼·達林頓
- 1976: 穆雷·喬斯林（英语：Murray Joslin）
- 1977: 亨利·比西尼（英语：Henri G. Busignies）
- 1978: 丹尼爾·諾布爾（英语：Daniel E. Noble）
- 1979: 阿爾伯特·羅斯
- 1980: 羅伯特·阿德勒
- 1981: 蔡平·卡特勒（英语：C. Chapin Cutler）
- 1982: 內森·科恩
- 1983: 赫爾曼·施萬（英语：Herman P. Schwan）
- 1984: 尤金·戈登（英语：Eugene I. Gordon）
- 1985: 約翰·丹尼爾·克勞斯
- 1986: 詹姆斯·弗拉納根
- 1987: 羅伯特·亨勒（英语：Robert A. Henle）
- 1988: 詹姆斯·羅斯·麥克唐納（英语：James Ross MacDonald）
- 1989: 尼克·何倫亞克
- 1990: 阿奇·斯特雷頓（英语：Archie W. Straiton）
- 1991: 約翰·莫爾（英语：John L. Moll）
- 1992: 戴夫·福尼
- 1993: 詹姆斯·波默林（英语：James H. Pomerene）
- 1994: 萊斯利·格迪斯（英语：Leslie A. Geddes）
- 1995: 查里·拉奇（英语：Robert W. Lucky）
- 1996: 弗洛伊德·鄧恩（英语：Floyd Dunn）
- 1997: 艾斯特·康維爾（英语：Esther M. Conwell）
- 1998: 羅爾夫·蘭道爾（英语：Rolf Landauer）
- 1999: 基斯·伊明克（英语：Kees Schouhamer Immink）
- 2000: 西澤潤一
- 2001: 羅伯特·丹納德
- 2002: 愛德華·哈默（英语：Edward E. Hammer）
- 2003: 未授獎
- 2004: 費德里科·卡帕索
- 2005: 彼得·勞倫森（英语：Peter Lawrenson）
- 2006: 法瓦茲·烏拉比（英语：Fawwaz T. Ulaby）
- 2007: 拉塞爾·杜普伊斯（英语：Russel D. Dupuis）
- 2008: 多夫·弗羅曼（英语：Dov Frohman-Bentchkowsky）
- 2009: 厲鼎毅
- 2010: 雷·杜比
- 2011: 赤崎勇
- 2012: 邁克爾·弗朗西斯·湯普西特（英语：Michael Francis Tompsett）
- 2013: 保羅·伊万·卡米诺（德语：Ivan Kaminow）
- 2014: 拉爾夫·貝爾
- 2015: 詹姆斯·尤里乌斯·斯皮尔克（英语：James Spilker）
- 2016: 罗伯特·布罗德森（英语：Robert W. Brodersen）
- 2017: M.喬治·克拉福德（英语：M. George Craford）
- 2018: 埃利·雅布羅諾維奇
- 2019: 厄休拉·凱勒（英语：Ursula Keller）
- 2020: 弗雷德·布萊伯吉格（英语：Frede Blaabjerg）
- 2021: 伊賀健一
- 2022: 艾倫·博維克（英语：Alan Bovik）
- 2023: 松波弘之（英语：Hiroyuki Matsunami）
- 2024: Vincent WS Chan
- 2025: 丹尼拉·L·露斯（英语：Daniela Rus）

## 外部連結
- IEEE愛迪生獎章官方介紹（页面存档备份，存于）
- 完整獲獎名單（PDF版）（页面存档备份，存于）
- IEEE愛迪生獎章提名表
- IEEE Edison Medal page at IEEE Global History Network（页面存档备份，存于）